# Frances Hardinge
Frances Hardinge (Kent, 6 de febrer de 1973) és una escriptora infantil britànica. La seva novel·la debut, Fly by Night, va guanyar el Branford Boase Award del 2006 i va formar part de la llista de millors llibres de la School Library Journal, mentre que la seva novel·la del 2015 The Lie Tree va guanyar el Costa Book Award, i es va convertir en el primer llibre infantil de fer-ho des de El llargavistes d'ambre de Philip Pullman el 2001. Ha rebut molts altres premis tant per les seves novel·les com pels seus relats.
En català, la novel·la infantil La cançó del cucut (traducció de Xavier Pàmies) va rebre el Premi Llibreter 2019 de literatura infantil i juvenil d'altres literatures i la novel·la La veu de les ombres va rebre el Premi Alba 2020 a la millor novel·la fantàstica per a joves traduïda al català.